# Calceolaria ericoides
Calceolaria ericoides är en toffelblomsväxtart. Calceolaria ericoides ingår i släktet toffelblommor, och familjen toffelblomsväxter.

## Underarter
Arten delas in i följande underarter:
- C. e. ericoides
- C. e. peruviana